# عبد الجليل شاه الأول
السلطان عبد الجليل شاه الأول (1562-1571) هو ثالث سلاطين جوهر، حكم وهو طفل لا يتجاوز ثماني سنوات من 1570 إلى 1571. وقد خلفه والده عبد الجليل شاه الثاني.
كان عبد الجليل الأول ابن فاطمة راجا شقيقة سلفه السلطان مظفر شاه الثاني، توفي عبد الجليل بعد أن حكم سنة واحدة فقط، قيل أنه مات مسمومًا.